# Macropsis harrisoni
Macropsis harrisoni är en insektsart som beskrevs av Wagner 1950. Macropsis harrisoni ingår i släktet Macropsis och familjen dvärgstritar. Inga underarter finns listade i Catalogue of Life.